# Litewski Narodowy Komitet Olimpijski

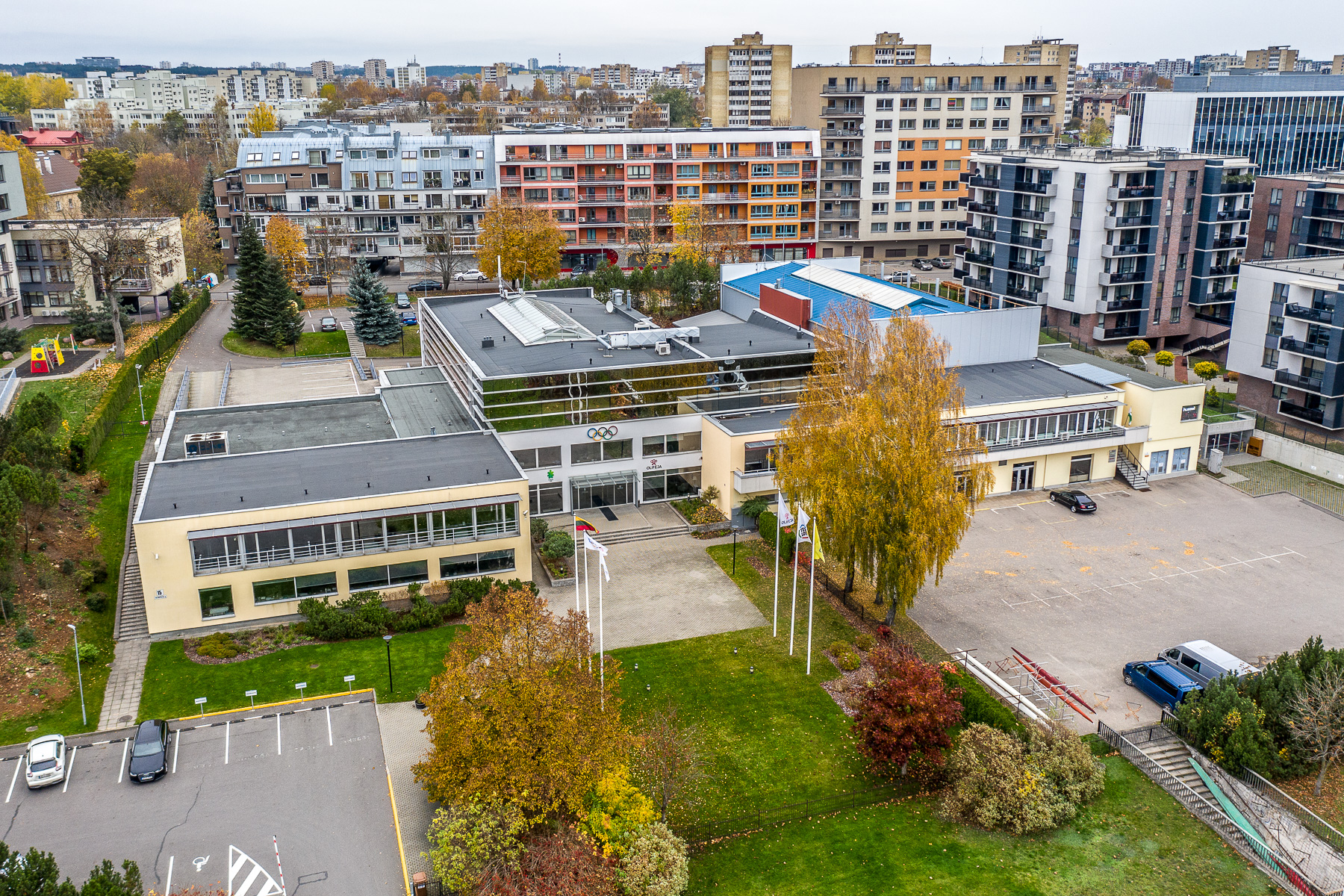
Główna siedziba komitetu

Litewski Narodowy Komitet Olimpijski (lit. Lietuvos tautinis olimpinis komitetas, LTOK) – organizacja sportowa koordynująca litewskie organizacje sportowe, funkcjonująca jako Narodowy Komitet Olimpijski Republiki Litewskiej i Narodowy Komitet Paraolimpijski Republiki Litewskiej.

## Historia
Litewski Narodowy Komitet Olimpijski założony został w 1924 roku i w tym samym roku został przyjęty do Międzynarodowego Komitetu Olimpijskiego. Republika Litewska zadebiutowała podczas VIII Letnich Igrzysk Olimpijskich w Paryżu w 1924 roku. Jednak w okresie międzywojennym Litwa wystartowała jeszcze dwa razy: w Amsterdamie podczas IX Letnich Igrzysk Olimpijskich i w St. Moritz podczas II Zimowych Igrzysk Olimpijskich. Starty w 1932 roku zostały odwołane z powodu wielkiego kryzysu, a w 1936 z powodu konfliktu z organizatorem zimowych i letnich igrzysk, III Rzeszą o okręg Kłajpedy. Po II wojnie światowej zawodnicy litewscy startowali w ramach reprezentacji ZSRR, a LTOK zlikwidowano.

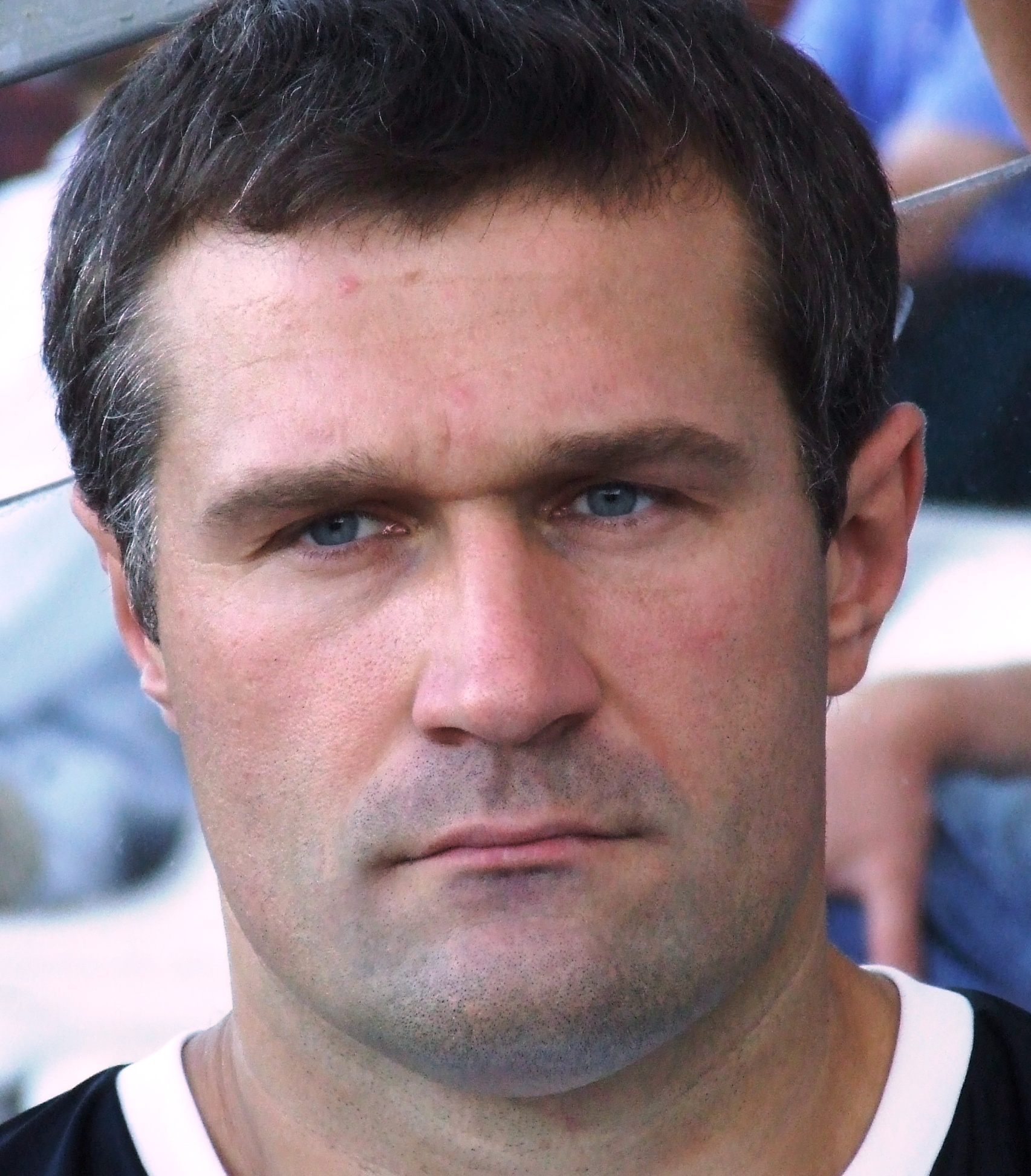
Virgilijus Alekna – litewski multimedalista olimpijski

10 października 1988 roku, organizacja sportu i wychowania fizycznego Litewskiej SRR, na fali ruchów niepodległościowych, stworzyła specjalną grupę, której zadaniem było odrestaurowanie Litewskiego Komitetu Olimpijskiego. Już tego samego roku, 11 grudnia, powołano Komitet do życia, ponownie po 48 latach. Komitet stał się ponownie członkiem MKOl w 1991 roku, stając się, obok Estonii i Łotwy, pierwszy reprezentantem krajów powstałych po rozpadzie Związku Radzieckiego.